# 申恬
申恬（388年—456年），字公休，一說道獻，魏郡魏縣（今河北省邯郸市魏县）人。南朝宋將領，在宋多次到州郡任職，都因其善於治理人民而有政績。

## 生平
申恬曾祖父申鍾在後趙任司徒，其家族亦一直留在北方，直至劉裕滅南燕時，申恬父申宣以及堂兄申永才入晉。申恬起初任驃騎將軍劉道鄰的長兼行參軍。劉裕篡晉後，申恬當了東宮殿中將軍，於臺省當值十年未嘗請假休息。後轉任員外散騎侍郎，接著又以綏遠將軍任下邳太守及北海太守加寧遠將軍，在這些地方都有治績。隨後又轉北譙梁二郡太守。郡境相鄰的任城一帶有一群以當地荊榛作掩護的叛民，稱作「任榛」，他們亦多次抄掠郡境。申恬到任時秘密得知任榛來襲，故意伏兵於要害之地，出其不意突襲來侵的任榛，都擒獲或殺死他們。元嘉十二年（435年），申恬以寧遠將軍轉督魯東平濟北三郡軍事、泰山太守，任內恩威並著，官民都因而獲利。後又改任平西將軍、荊州刺史臨川王劉義慶的平西中兵參軍、河東太守。元嘉十六年（439年），衡陽王劉義季以安西將軍接替義慶任荊州刺史，申恬改任安西中兵參軍。後又獲召為太子屯騎校尉，後因母喪離職。
元嘉二十一年（444年）十月，以申恬督冀州青州之濟南樂安太原三郡諸軍事、揚烈將軍、冀州刺史。次年加濟南太守。後北魏南侵，申恬領兵截擊但戰敗，遂被徵召還建康。元嘉二十七年（450年），申恬又獲授通直常侍；同年朝廷發動北伐，但為北魏大軍反攻，申恬受命領兵支援東陽，並與龐秀之一同守城。當時蕭斌加派青州別駕解榮之領垣護之增援東陽城，而魏兵早上來攻，晚上就退，守軍於是乘機經北門出城外,繞著護城河設營挑戰，魏軍不敢進逼，五日後就東走。次年魏軍北退後，申恬任寧朔將軍、山陽太守，在當地亦有治績。元嘉三十年（453年），孝武帝即位，以申恬為青州刺史，不久加督徐州之東莞東安二郡諸軍事；翌年又再加督冀州。申恬鑑於當地因早前屢歷戰事而受嚴重破壞，一方面在邊境置兵防禦魏軍，另一方面就鼓勵人民耕作養蠶，這些措施令當地於其後兩三年間就重建當地經濟生產。申恬不久獲進號輔國將軍。
孝建二年五月庚子（455年），申恬以輔國將軍改任徐兗二州刺史，但他在孝建三年（456年）就因病而被徵還，更在路上去世，享年六十九歲。

## 性格特徵
申恬為人清廉儉約，而他又多次到州郡任職，故其妻兒都因家貧而難免要受飢寒之苦，但他這樣卻得世間稱許。及至申恬去世時，其家都沒有留下甚麼錢。

## 家庭

### 父
- 申宣，刘宋兗青二州刺史

### 兄弟姐妹
- 申謨，申恬兄，第一次元嘉北伐時曾與朱修之守滑臺，被北魏所俘，後南返，任竟陵太守。

### 子女
- 申寔，申恬子，南譙郡太守，早卒

## 延伸阅读
[在维基数据编辑]
 《宋书》